# Taterillus petteri
Taterillus petteri es una especie de roedor de la familia Muridae.

## Distribución geográfica
Se encuentra en la zona sur de la cuenca alta del río Níger: Burkina Faso, Malí y Níger.

## Hábitat
Su hábitat natural son: sabanas áridas, matorrales áridos clima tropical o Clima subtropical y las tierras de cultivo y jardines rurales.